# Der Fluch der gelben Schlange
Der Fluch der gelben Schlange war der 13. deutsche Edgar-Wallace-Film im Nachkriegsdeutschland. Die Verfilmung des Romans „Die gelbe Schlange“ von Edgar Wallace (Originaltitel: The Curse of the Yellow Snake) wurde vom 20. November 1962 bis 10. Januar 1963 in West-Berlin unter der Regie von Franz Josef Gottlieb gedreht. Der erste von Artur Brauners CCC-Film produzierte Edgar-Wallace-Film lief ab dem 22. Februar 1963 in den deutschen Kinos.

## Handlung
Joe Bray – ein reicher Brite, der in Hongkong lebt – ist im Besitz eines alten chinesischen Orakels, der gelben Schlange. Eines Nachts brechen Unbekannte in Brays Pagode ein, um die Schlange zu stehlen. Brays Sohn Clifford Lynn wird Zeuge der Tat, er kann die Schlange in seinen Besitz bringen. Er verdächtigt seinen Halbbruder Fing-Su und dessen Organisation „Die freudigen Hände“ als Auftraggeber des versuchten Diebstahls, was Bray zunächst nicht glaubt.
Kurz darauf reist Clifford Lynn nach London, um sich dort mit Brays Vetter Stephan Narth zu treffen. Dieser erhofft sich seine finanzielle Rettung durch Clifford Lynns Heirat mit seiner Pflegetochter Joan. Die jungen Leute lassen sich auf diese Abmachung jedoch zunächst nicht ein, wovon Fing-Su, der ebenfalls in London lebt, Wind bekommt. Dieser übergibt Stephan Narth die nötigen 50.000 Pfund und macht ihn damit zu einem willenlosen Werkzeug.
Inzwischen entdeckt Clifford Lynn in einem Unterschlupf von Fing-Su und seiner Sekte eine Waffenkammer und eine geheime Loge, in der am 17. November ein Kampf gegen alle Weißen beginnen soll. Dazu benötigt Fing-Su als Machtsymbol jedoch die gelbe Schlange, die Clifford Lynn bei einem Freund versteckt hat. Kurz darauf wird er von Sektenmitgliedern beraubt.

## Produktion
- Im Gegensatz zur Kurt-Ulrich-Produktion Der Rächer (1960) erschien dieser Film im Verleih der Constantin Film, die auch die Wallace-Filme der Rialto Film vermarktete. Damit stand für diese Produktion unter anderem der Vertragsschauspieler und Star der Serie, Eddi Arent, zur Verfügung. Außerdem konnte der Starttermin des Films so eingeplant werden, dass er nicht direkt mit einem Wallace-Film der Rialto Film konkurrieren musste.
- Dies war der erste Edgar-Wallace-Film des Regisseurs Franz Josef Gottlieb. Für Rialto Film sollte er noch die Wallace-Verfilmungen „Der schwarze Abt“ und „Die Gruft mit dem Rätselschloß“ inszenieren.
- Die Außenaufnahmen wurden in West-Berlin gedreht, u. a. im Aquarium am Zoologischen Garten. Die London-Aufnahmen stammten aus dem Archiv. Erstmals für einen Film der Reihe fanden die Innenaufnahmen in den Studios der CCC-Film im Berliner Bezirk Spandau statt. Dort entstanden fortan auch die meisten Edgar-Wallace-Filme der Rialto Film.
- Zunächst waren andere Darsteller vorgesehen: Lex Barker statt Joachim Fuchsberger, Senta Berger statt Brigitte Grothum, Christopher Lee statt Pinkas Braun, Maria Sebaldt statt Doris Kirchner, Siegfried Lowitz statt Claus Holm und Gustav Knuth statt Fritz Tillmann. Lediglich Werner Peters behielt die für ihn vorgesehene Rolle.
- Filmkomponist Oskar Sala vertonte mit seinem Mixturtrautonium kurz zuvor auch den Hitchcock-Film „Die Vögel“.
- Der Film wurde von der FSK ohne Schnittauflagen ab 16 Jahren freigegeben.
- In der Bundesrepublik wurde der Film von 2 Millionen Besuchern gesehen.

## Kritiken
„Der Kriminalstory liegen in den Plänen des „Bundes“ weltpolitische Konflikte zugrunde, während sich ihre Details in gewohntem Rahmen halten; geschickt ist die unheimliche Atmosphäre der Schauplätze verdeutlicht […].“

„Nein es lohnt sich nicht Fing-Su und den Seinen auf die schiefe Bahn zu folgen. Schlimmer als die Kugel des Helden ist das Gelächter des Publikums. Erst der Reißer, der einem nichts zu lachen gibt, ist bedenklich: das Schweigen im Kino macht sich verdächtig, weil in diesem Schweigen unter Umständen Ansprüche verarbeitet werden. Die Geisterstimme von Edgar Wallace aber lädt ins Kino ‚Zur albernen Gänsehaut‘ ein.“

„Im Dialog werden die Anspielungen auf die ‚Gelbe Gefahr‘ und ‚rassische Vorurteile‘ noch deutlicher. Von Goebbels' Stil wenig verschieden, suggeriert Fing-Su seinen chinesischen Sklaven in einer mystischen Feierstunde, dass sie dereinst die Herren der Welt sein werden.“

„Von den Edgar-Wallace-Verfilmungen konnten noch nie intellektuelle Höhenflüge erwartet werden; aber sie waren mit ihrem harmlosen Grusel-Appeal meistens auf altmodische Weise charmant. In diesem Fall allerdings ist nicht nur die an den Haaren herbeigezogene Handlung ärgerlich, sondern auch die eindeutig rassistischen Anspielungen in den Dialogen und Rollenverteilungen: Die Chinesen sind böse, unterwürfig und mordlüstern, während die Weißen allesamt »good guys« sind.“

„Serielle Edgar-Wallace-Verfilmung.“